# My Lord Willoughby's Welcome Home
"My Lord Willoughby's Welcome Home" és una balada tradicional anglesa del segle XVI. Una versió de llaüt va ser composta pel compositor John Dowland. Celebra el retorn de Peregrine Bertie, Lord Willoughby a Anglaterra després d'haver dirigit un cos expedicionari per ajudar la República Holandesa en la seva guerra per la independència des d'Espanya. Willoughby era considerat un heroi protestant popular, i la lletra commemora les seves gestes a la batalla.